# Arquidiocese de Cebu
A Arquidiocese de Cebu (Archidiœcesis Nominis Iesu o Cæbuana) é uma circunscrição eclesiástica da Igreja Católica situada em Cebu, Filipinas. Seu atual arcebispo é Jose Serofia Palma. Sua Sé é a Catedral de São Vital de Cebu.
Possui 165 paróquias servidas por 612 padres, contando com 5.002.719 habitantes, com 87,5% da população jurisdicionada batizada.

## História
A diocese de Cebu foi erigida em 14 de agosto de 1595 com a bula Super specula militantis Ecclesiæ do Papa Clemente VIII, com território desmembrado da diocese de Manila. Ao mesmo tempo, a diocese de Manila foi elevada a arquidiocese metropolitana e da diocese de Cebu se tornou sua sufragânea.
Em 27 de maio de 1865 cedeu uma parte de seu território para a criação da diocese de Jaro (hoje arquidiocese).
Em 10 de abril de 1910 cedeu outras partes do território para a criação das dioceses de Calbayog e Zamboanga (hoje arquidiocese).
Em 15 de julho de 1932 cedeu uma outra porção de território para a criação da Diocese de Bacolod.
Em 28 de abril de 1934 a diocese é elevada ao posto de arquidiocese metropolitana com a bula Romanorum Pontificum do Papa Pio XI.
Em 8 de novembro de 1941 cedeu uma parte de território em vantagem da ereção da diocese de Tagbilaran.

## Prelados
|                             | Nome                                            | Período    | Notas                                           |
| Arcebispos                  | Arcebispos                                      | Arcebispos | Arcebispos                                      |
| --------------------------- | ----------------------------------------------- | ---------- | ----------------------------------------------- |
| 5º                          | Alberto Sy Uy                                   | 2025-      | Atual                                           |
| 4º                          | Jose Serofia Palma                              | 2010-2025  |                                                 |
| 3º                          | Ricardo Jamin Cardeal Vidal                     | 1982-2010  |                                                 |
| 2º                          | Julio Cardeal Rosales y Ras                     | 1949-1982  |                                                 |
| 1º                          | Gabriel Martelino Reyes                         | 1934-1949  | Nomeado Arcebispo coadjutor de Manila           |
| Arcebispos coadjutores      |                                                 |            |                                                 |
|                             | Ricardo Jamin Vidal                             | 1981-1982  |                                                 |
|                             | Manuel Sandalo Salvador                         | 1973-1996  | Faleceu                                         |
| Bispos                      |                                                 |            |                                                 |
| 21º                         | Gabriel Martelino Reyes                         | 1932-1934  | Elevado à Arcebispo                             |
| 20º                         | Juan Bautista Gorordo                           | 1910-1931  |                                                 |
| 19º                         | Thomas Augustine Hendrick                       | 1903-1909  |                                                 |
| 18º                         | Martín García y Alcocer, O.F.M.                 | 1886-1904  |                                                 |
| 17º                         | Benito Romero, O.F.M.                           | 1876-1885  |                                                 |
| 16º                         | Romualdo Jimeno Ballesteros, O.P.               | 1846-1872  |                                                 |
| 15º                         | Santos Gómez Marañón, O.S.A.                    | 1829-1840  |                                                 |
| 14º                         | Francisco Genovés, O.P.                         | 1825-1827  |                                                 |
| 13º                         | Joaquín Encabo de la Virgen de Sopetrán, O.A.R. | 1804-1818  |                                                 |
| 12º                         | Ignacio de Salamanca                            | 1792-1802  |                                                 |
| 11º                         | Mateo Joaquín Rubio de Arevalo                  | 1775-1788  |                                                 |
| 10º                         | Miguel Lino de Ezpeleta                         | 1757-1771  |                                                 |
| 9º                          | Protacio Cabezas                                | 1740-1753  |                                                 |
| 8º                          | Manuel de Ocio y Campo                          | 1734-1737  |                                                 |
| 7º                          | Pedro Sanz de la Vega y Landaverde, O. de M.    | 1705-1717  |                                                 |
| 6º                          | Miguel Bayot, O.F.M. Disc.                      | 1697-1700  |                                                 |
| 5º                          | Diego de Aguilar, O.P.                          | 1676-1692  |                                                 |
| 4º                          | Juan López, O.P.                                | 1663-1672  | Nomeado Arcebispo de Manila                     |
| 3º                          | Juan Vélez                                      | 1660-1662  |                                                 |
| 2º                          | Pedro Arce, O.S.A.                              | 1612-1645  |                                                 |
| 1º                          | Pedro de Agurto, O.S.A.                         | 1595-1608  |                                                 |
| Bispos auxiliares           |                                                 |            |                                                 |
|                             | Ruben Caballero Labajo                          | 2022-2024  | Nomeado Bispo de Prosperidad                    |
|                             | Midyphil Bermejo Billones                       | 2019-2025  | Nomeado Arcebispo de Jaro                       |
|                             | Oscar Jaime Llaneta Florencio                   | 2015-2019  | Nomedo Bispo do Ordinário Militar das Filipinas |
|                             | Dennis Cabanada Villarojo                       | 2015-2019  | Nomeado Bispo de Malolos                        |
|                             | Emilio Layon Bataclan                           | 2004-2015  | Segunda vez, Bispo auxiliar emérito             |
|                             | Isabelo Caiban Abarquez                         | 2002-2004  | Nomeado Bispo auxiliar de Palo                  |
|                             | Julito Buhisan Cortes                           | 2001-2013  | Nomeado Bispo de Dumaguete                      |
|                             | Antonieto Dumagan Cabajog                       | 1999-2001  | Nomeado Bispo de Surigao                        |
|                             | John Forrosuelo Du                              | 1997-2001  | Nomeado Bispo de Dumaguete                      |
|                             | Jose Serofia Palma                              | 1997-1999  | Nomeado Bispo de Calbayog                       |
|                             | Precioso Dacalos Cantillas, S.D.B.              | 1995-1998  | Nomeado Bispo de Maasin                         |
|                             | Antonio Racelis Rañola                          | 1990-2003  | Bispo auxiliar emério                           |
|                             | Emilio Layon Bataclan                           | 1990-1995  | Nomeado Bispo de Iligan                         |
|                             | Leopoldo Sumaylo Tumulak                        | 1987-1992  | Nomeado Bispo de Tagbilaran                     |
|                             | Camilo Diaz Gregorio                            | 1987-1989  | Nomeado Bispo de Bacolod                        |
|                             | Angel Nacorda Lagdameo                          | 1980-1986  | Nomeado Bispo coadjutor de Dumaguete            |
|                             | Jesus Armamento Dosado, C.M.                    | 1977-1979  | Nomeado Bispo auxiliar de Cagayan de Oro        |
|                             | Nicolas Mollenedo Mondejar                      | 1970-1974  | Nomeado Bispo de Romblon                        |
|                             | Manuel Sandalo Salvador                         | 1966-1969  | Nomeado Bispo de Palo                           |
|                             | Juan Bautista Gorordo y Perfecto                | 1909-1910  | Nomeado Bispo diocesano                         |
|                             | Juan Durán, O. de M.                            | 1680-1691  |                                                 |
| Prelados                    |                                                 |            |                                                 |
| 4º                          | Alfonso Jimenez, O.S.A.                         | 1575-1577  |                                                 |
| 3º                          | Martín de Rada, O.S.A.                          | 1569-1572  |                                                 |
| 2º                          | Diego de Herrera, O.S.A.                        | 1565-1569  |                                                 |
| 1º                          | Andrés de Urdaneta y Cerain, O.S.A.             | 1565       |                                                 |
| Administradores apostólicos |                                                 |            |                                                 |
|                             | Juan Bautista Gorordo y Perfecto                | 1909       | Nomeado Bispo diocesano                         |
|                             | Sebastián Foronda, O.S.A.                       | 1722-1728  |                                                 |